# شوسو-إن

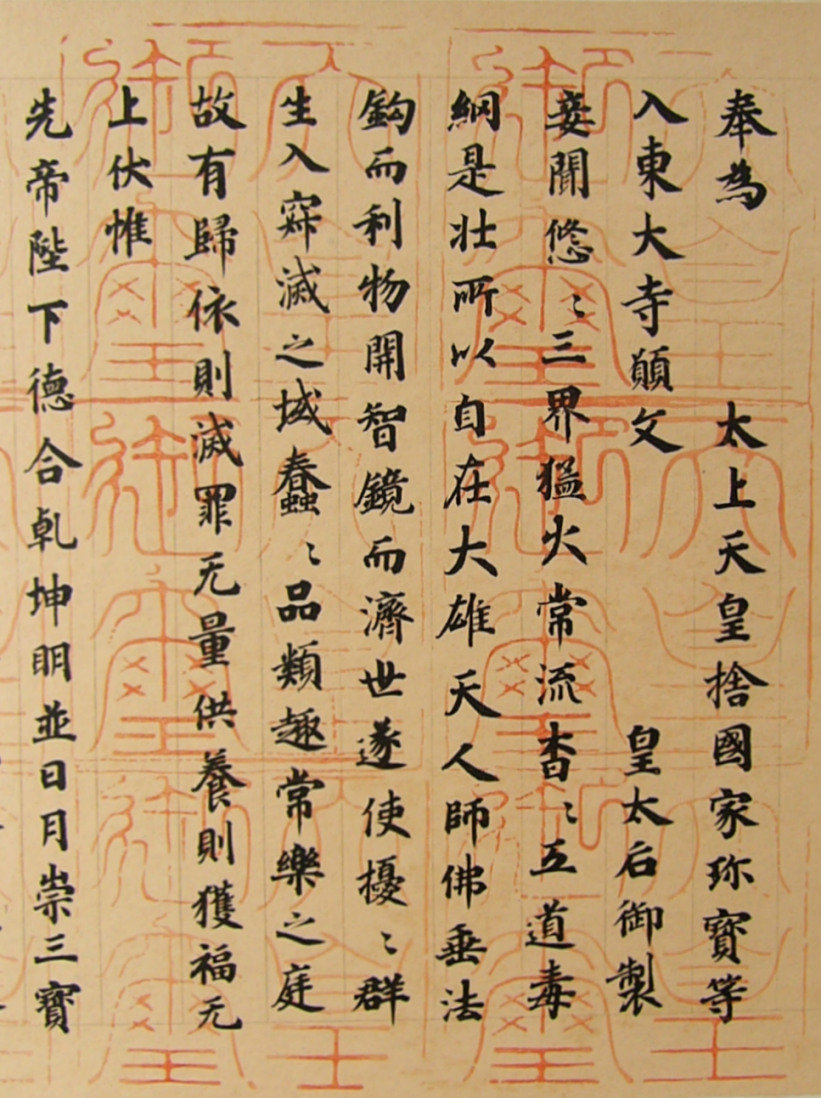
أحد السجلات في معبد تودائي-جي

شوسو-إن هو خزينة كنوز معبد تودائي-جي في نارا
 يقع المبنى في الشمال الغربي من منازل بوذا، ويرجع بنائها إلى عهد الإمبراطور شومو وزوجته الإمبراطورة كوميو، وصنع وفقًا لفنون والحرف اليدوية لفترة تينبيو.

## معرض

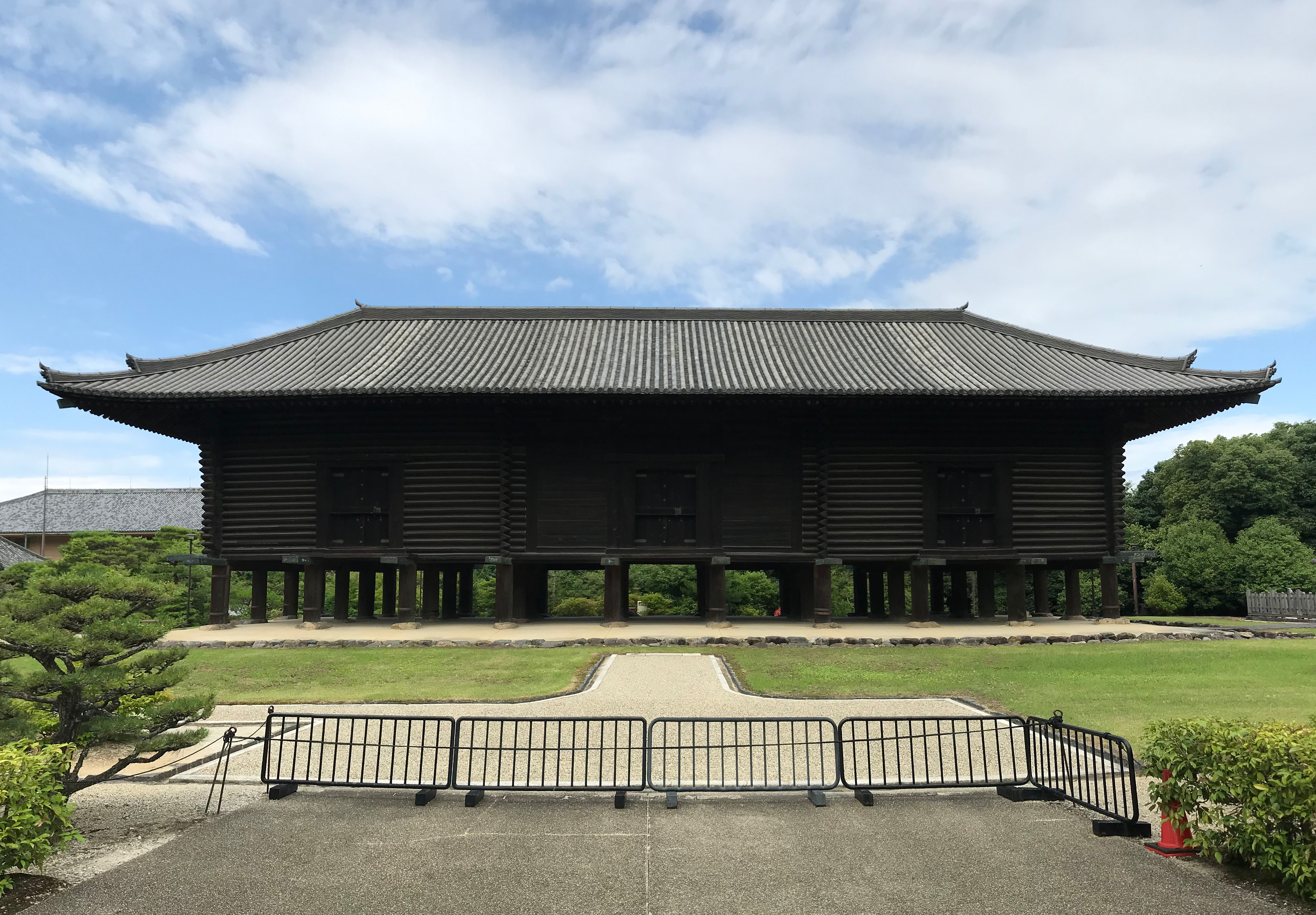
شوسوإن، شوسو
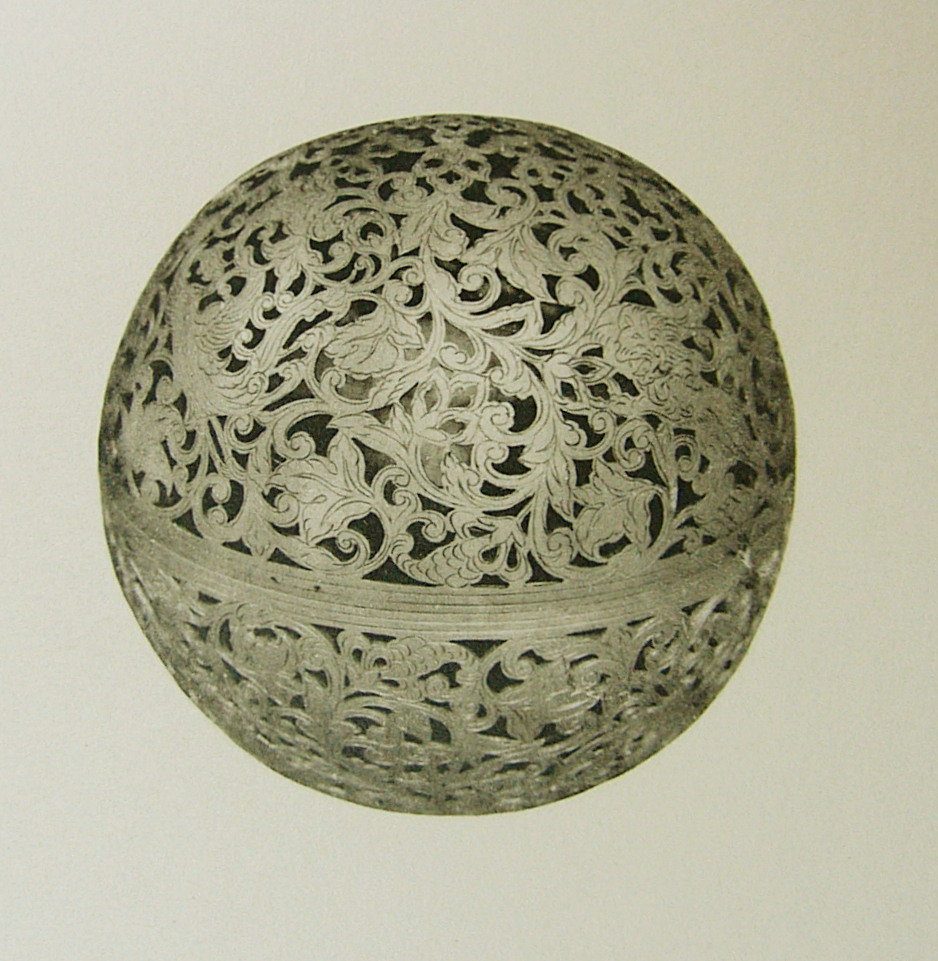
تحفة من الفضة
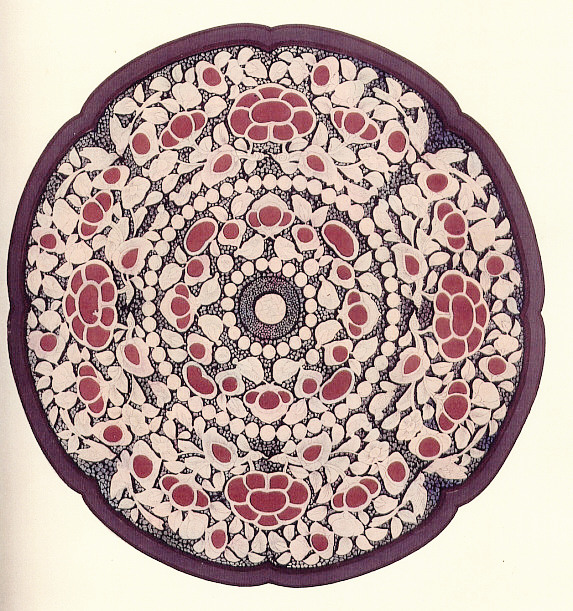
تحفة